# 銅鑼圈 (桃園市)
銅鑼圈，是臺灣桃園市龍潭區的一個傳統地域名稱，位於該區西南部。相較於今日行政區，其範圍大致包括高原里、高平里。

## 歷史
台灣清治末期至日治初期，銅鑼圈地區為一街庄，稱為「銅鑼圈庄」，隸屬於桃澗堡。該庄西北與大旱坑庄、三洽水庄為鄰，東北與四方林庄、三角林庄為鄰，東南邊為打鐵坑庄、大坪庄、十藔庄，西南邊三屯庄、牛欄河庄、拱仔溝庄、水坑庄。
1901年（日治明治三十四年）11月，全台設置二十廳，該庄隸屬於桃仔園廳。1903年（明治三十六年），改名桃園廳。1909年（明治四十二年）10月，合併二十廳為十二廳，該庄隸屬不變。1920年（大正九年），廢十二廳改設五州二廳，該庄改制為「銅鑼圈」大字，隸屬於新竹州大溪郡龍潭庄。
戰後龍潭庄改制為龍潭鄉，隸屬於新竹縣，大字亦改制為村。1950年桃、竹、苗分治，龍潭鄉改隸屬於桃園縣。2014年12月，桃園縣升格為直轄桃園市，龍潭鄉改制為龍潭區，村亦改制為里。

## 交通
國道3號又稱「福爾摩沙高速公路」，是貫穿台灣西部的兩條縱向高速公路之一，大致以東北—西南走向轉縱向經過銅鑼圈地區中部偏西地帶。境內設有與縣道68交會的高原交流道，北側最近的是與縣道113乙線交會的龍潭交流道，南側最近的是與縣道118號以匝道相通的關西交流道，由此等進入可快速前往台灣西部各地。昔日的龍潭收費站位於本地區內，現已拆除。
省道台3線俗稱「內山公路」，是台北至屏東的內陸縱貫幹道，大致以北北東—南南西走向蜿蜒經過本地區中部，向北轉西北再轉東北可前往龍潭市區、大溪、三峽等地，向南可前往關西、橫山、竹東下公館等地。
省道台3乙線是員樹林至深窩的道路，其西側端點位於本地區中部省道台3線路口。由此向東南轉東北可前往打鐵坑、大坪、三坑子、淮子埔、番子寮、員樹林並止於省道台3線路口。

## 學校
- 新生醫護管理專科學校
- 龍源國小
- 高原國小

## 景點
- 小人國主題樂園